# باسل حسن
باسل حسن (مواليد 1987) هو مخطط عمليات خارجية دنماركي تابع لداعش. في عام 2013، وُجهت إلى حسن تهمة محاولة اغتيال لارس هيدغارد، الكاتب والصحفي الدنماركي البالغ من العمر 70 عاماً. وبعد إلقاء القبض عليه في تركيا عام 2014، أُفرج عنه في إطار صفقة تبادل مزعومة مقابل 49 رهينة كان يحتجزهم التنظيم. بعد إطلاق سراحه، يُعتقد أن حسن سافر إلى سوريا للانضمام إلى داعش. في نوفمبر 2016، أصدرت وزارة الخارجية الأمريكية بياناً أعلنت فيه تصنيف ثلاثة أشخاص كإرهابيين. وفي عام 2020، ورد أنه العقل المدبر لمحاولة فاشلة لتفجير طائرة ركاب بعيدة المدى، فيما وُصف لاحقاً بأنه المشروع الإرهابي الأكثر ابتكاراً لداعش.

## الخلفية
نشأ حسن في بلدية غريفه في الدنمارك، حيث عاش حتى انتقل مع عائلته إلى نوربرو في كوبنهاغن حوالي عام 2000. بدأ الدراسة في ثانوية فريدريكسبرغ عام 2003، وخلال تلك الفترة بدأ في الاختلاط بمتطرفين معروفين. وفي عام 2007، أُدين أحد أصدقائه بتهمة الإرهاب في قضية إرهابيي غلوستراب.